# Europejski Fundusz Morski, Rybacki i Akwakultury
Europejski Fundusz Morski, Rybacki i Akwakultury (EFMRiA) (ang. European Maritime, Fisheries and Aquaculture Fund, EMFAF) jest jednym z pięciu europejskich funduszy strukturalnych i inwestycyjnych Unii Europejskiej, za którego pośrednictwem jest realizowana polityka strukturalna wspólnej polityki rybołówstwa Unii Europejskiej.  
Fundusz wspiera wspólną politykę rybołówstwa w celu zapewnienia eksploatacji żywych zasobów wodnych i wsparcie dla akwakultury w celu zapewnienia trwałości w sensie gospodarczym, środowiskowym i społecznym.

## Historia
Fundusze strukturalne przeznaczane były od  1975 roku również na potrzeby rybołówstwa,  stanowiąc początkowo część Sekcji Orientacji Europejskiego Funduszu Orientacji i Gwarancji Rolnej mającą za zadanie wspierając restrukturyzacji rybołówstwa państw członkowskich Unii Europejskiej poprzez finansowane inicjatyw takich jak:
- rozwój hodowli ryb,
- rozwój infrastruktury portów rybackich,
- podnoszenie konkurencyjności produktów rybnych i ich promowanie na rynku.

W 1993 roku powstał odrębny Finansowy Instrument Orientacji Rybołówstwa (FIOR), który działał pod tą nazwą do roku 2006, następnie w latach 2007–2013 jako Europejski Fundusz Rybacki, w latach 2014–2020 jako Europejski Fundusz Morski i Rybacki. Od 2021 roku działa pod obecną nazwą.